# Sxf
SXF (Storage and eXchange Format) — открытый формат цифровой информации о местности. Предназначен для применения в геоинформационных системах для хранения цифровой информации о местности, обмена данными между различными системами, создания цифровых и электронных карт и решения прикладных задач.
Формат разработан в 1992 году специалистами Топографической Службы ВС РФ и в 1993 году утверждён в качестве основного обменного формата цифровой информации о местности в Вооружённых Силах и ряде федеральных служб Российской Федерации.
Текущая версия — 4.0. Различают двоичную и текстовую (TXF) форму записи данных в формате SXF.
Популярные инструменты для создания электронных карт в формате SXF выпускает КБ «Панорама», в частности: ГИС «Панорама» , ГИС «Оператор», профессиональный векторизатор «Панорама-редактор» и другие.
В формате SXF осуществляется создание и хранение цифровой картографической продукции подразделениями Росреестра, в том числе цифровых навигационных карт по ФЦП «ГЛОНАСС».